# Fågelmossen (sumpmark)
Fågelmossen är en sumpmark i Finland. Den ligger i Borgå i landskapet Nyland, i den södra delen av landet, 30 km öster om huvudstaden Helsingfors.